# Orlando Sentinel
Orlando Sentinel — основная газета региона Орландо (штат Флорида).
По данным компании BurrellesLuce, в 2008 году тираж газеты составлял 227 593 экземпляров ежедневно и 332 030 — по воскресеньям, газета входила в четвёртую десятку ежедневных газет США. На январь 2013 года газета занимала 41-е место с тиражами 162 636 и 271 824 экземпляра соответственно; сайт газеты — 34-е место по посещаемости.